# 컴포넌트 비디오

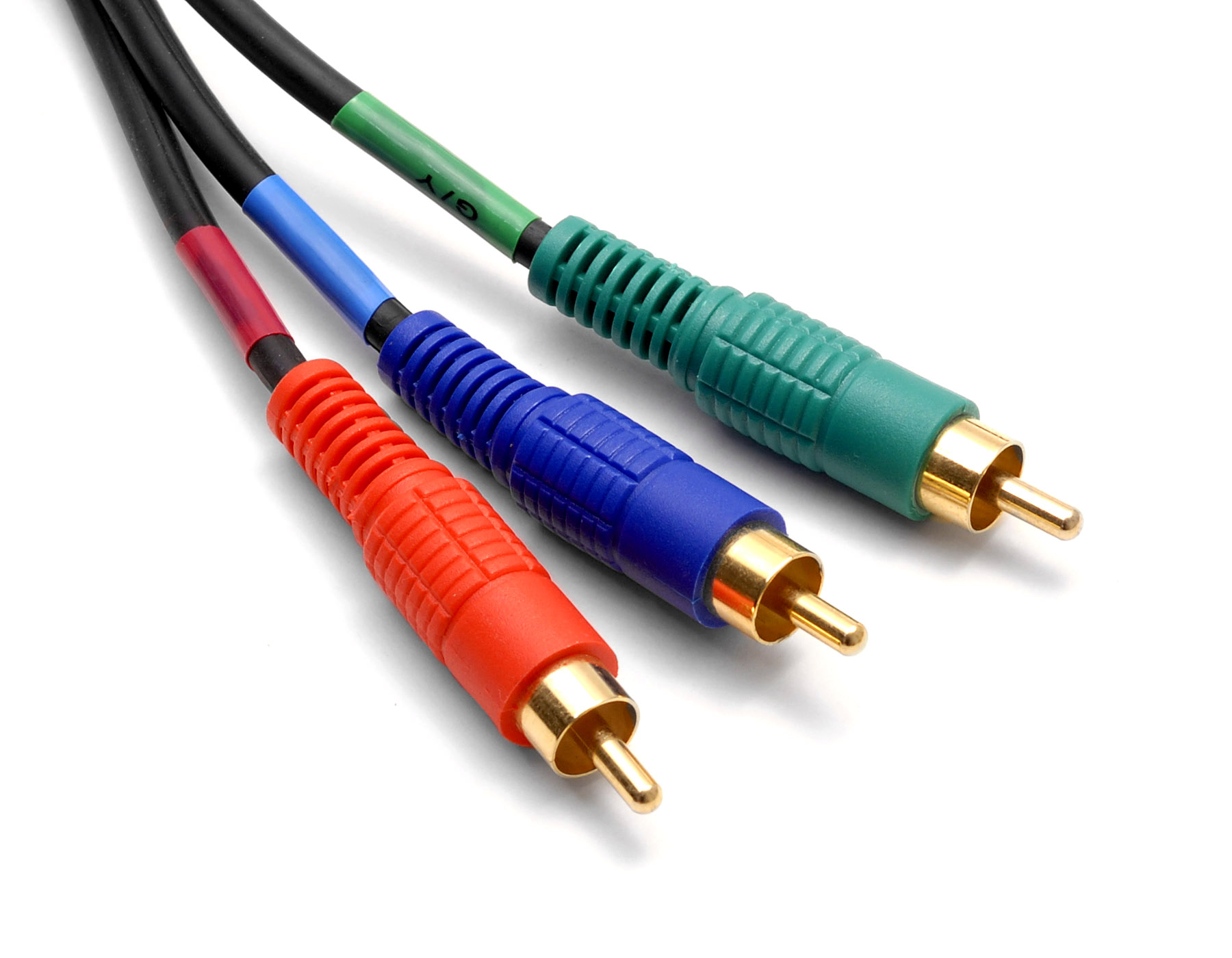
양쪽 끝에 RCA 단자가 있는 3개의 케이블은 종종 YPbPr 아날로그 컴포넌트 비디오를 전달하는 데 사용된다.

컴포넌트 비디오(component video)는 두 개 이상의 컴포넌트 채널로 분할된 아날로그 비디오 신호이다. 일반적으로 컴포넌트 비디오는 세 개의 개별 신호로 전송되거나 저장되는 컴포넌트 아날로그 비디오(CAV) 정보를 의미한다. 컴포넌트 비디오는 모든 비디오 정보가 하나의 신호로 결합되어 아날로그 텔레비전에서 사용되는 컴포지트 비디오와 대조될 수 있다. 컴포지트와 마찬가지로 컴포넌트 케이블은 오디오를 전달하지 않으며 종종 오디오 케이블과 함께 사용된다.
다른 수식어 없이 사용될 때 컴포넌트 비디오라는 용어는 일반적으로 1990년대부터 2000년대까지 아날로그 고선명 텔레비전 및 관련 장비에서 발견되었고, 이후 HDMI 및 기타 모든 디지털 표준으로 크게 대체된 루마(Y)에 동기화가 있는 아날로그 YPBPR 컴포넌트 비디오를 의미한다. 컴포넌트 비디오 케이블과 장비의 RCA 단자 커넥터는 일반적으로 빨강, 녹색, 파랑으로 색상이 지정되어 있지만, 신호는 RGB가 아니다. YPbPr 컴포넌트 비디오는 모니터를 내부적으로 구동하는 RGB 신호로 손실 없이 변환될 수 있다. 이 인코딩은 Y 신호가 흑백 모니터에서도 작동하므로 유용하다.
여러 가지 아날로그 영상 표준 중 컴포넌트 비디오가 가장 효과적으로 컬러를 재생성할 수 있으며, 그 이유는 사진에서 볼 수 있듯이 컴포지트 비디오나 S-비디오와 다르게 세가지 신호를 각각 분리시켜 놓아서 간섭잡음의 영향을 줄일 수 있기 때문이다.

## 아날로그 컴포넌트 비디오
디스플레이 장치(예: 브라운관; CRT)에서 비디오 신호를 재현하는 것은 신호 소스가 많아 복잡한 간단한 과정이다. DVD, VHS, 컴퓨터 및 비디오 게임 콘솔은 모두 다른 방법을 사용하여 비디오 신호를 저장, 처리 및 전송하며, 종종 각각 하나 이상의 신호 옵션을 제공한다. 신호 선명도를 유지하는 한 가지 방법은 비디오 신호의 구성 요소를 서로 간섭하지 않도록 분리하는 것이다. 이런 방식으로 분리된 신호를 "컴포넌트 비디오"라고 한다. S 비디오, RGB 및 YPBPR 신호는 두 개 이상의 개별 신호로 구성되므로 모두 컴포넌트 비디오 신호이다. 대부분의 소비자용 비디오 애플리케이션의 경우 BNC 또는 RCA 단자를 사용하는 일반적인 3개 케이블 시스템 아날로그 컴포넌트 비디오가 사용되었다. 일반적인 형식은 480i (가시선 480개, NTSC의 경우 전체 525개) 및 576i (가시선 576개, PAL의 경우 전체 625개)이다. 개인용 컴퓨터 디스플레이의 경우 15핀 DIN 단자(IBM VGA)는 640×480, 800×600, 1024×768, 1152×864, 1280×1024를 포함한 화면 해상도를 제공했다.

### RGB 아날로그 컴포넌트 비디오

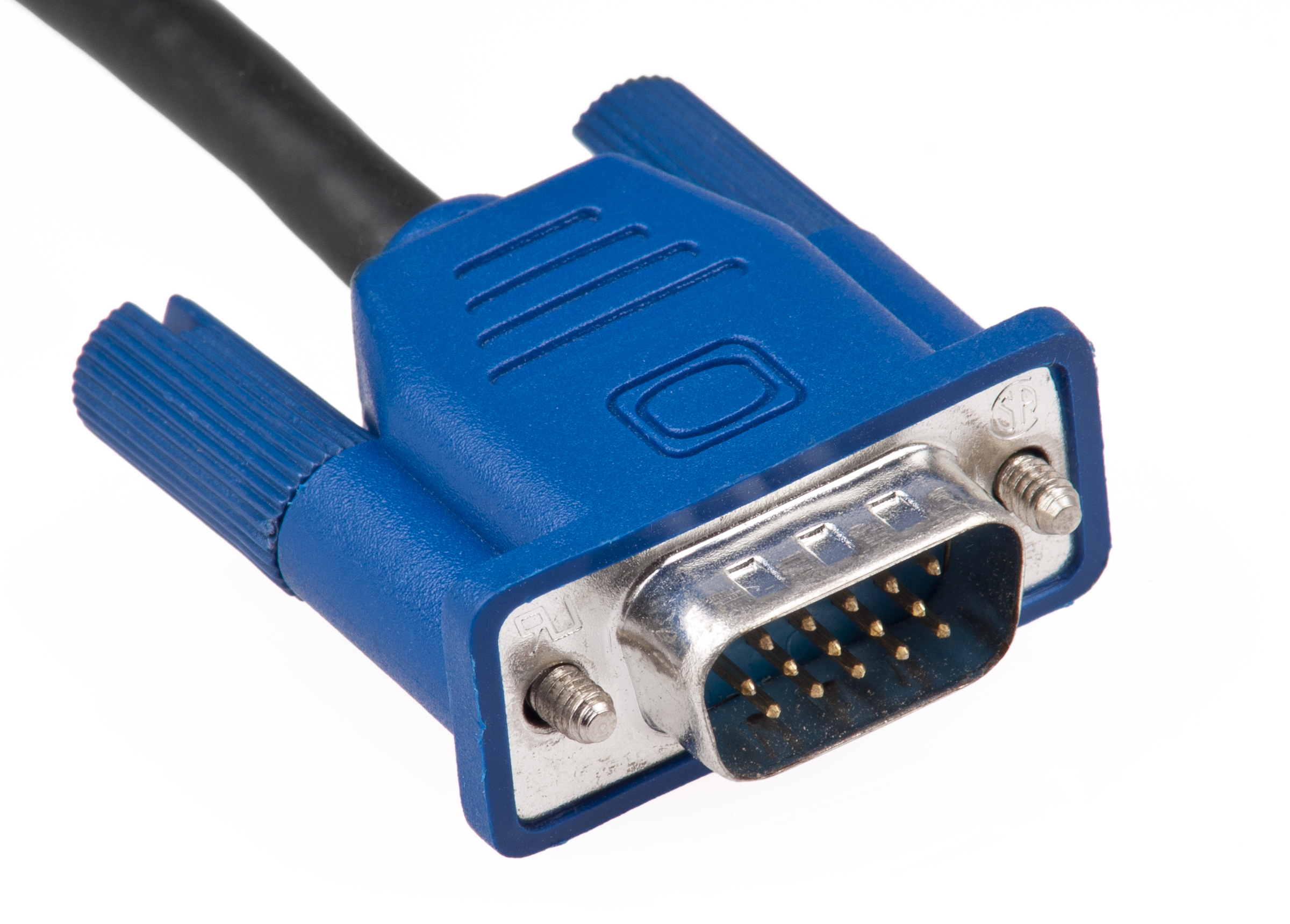
개인용 컴퓨터용 15핀 VGA 단자

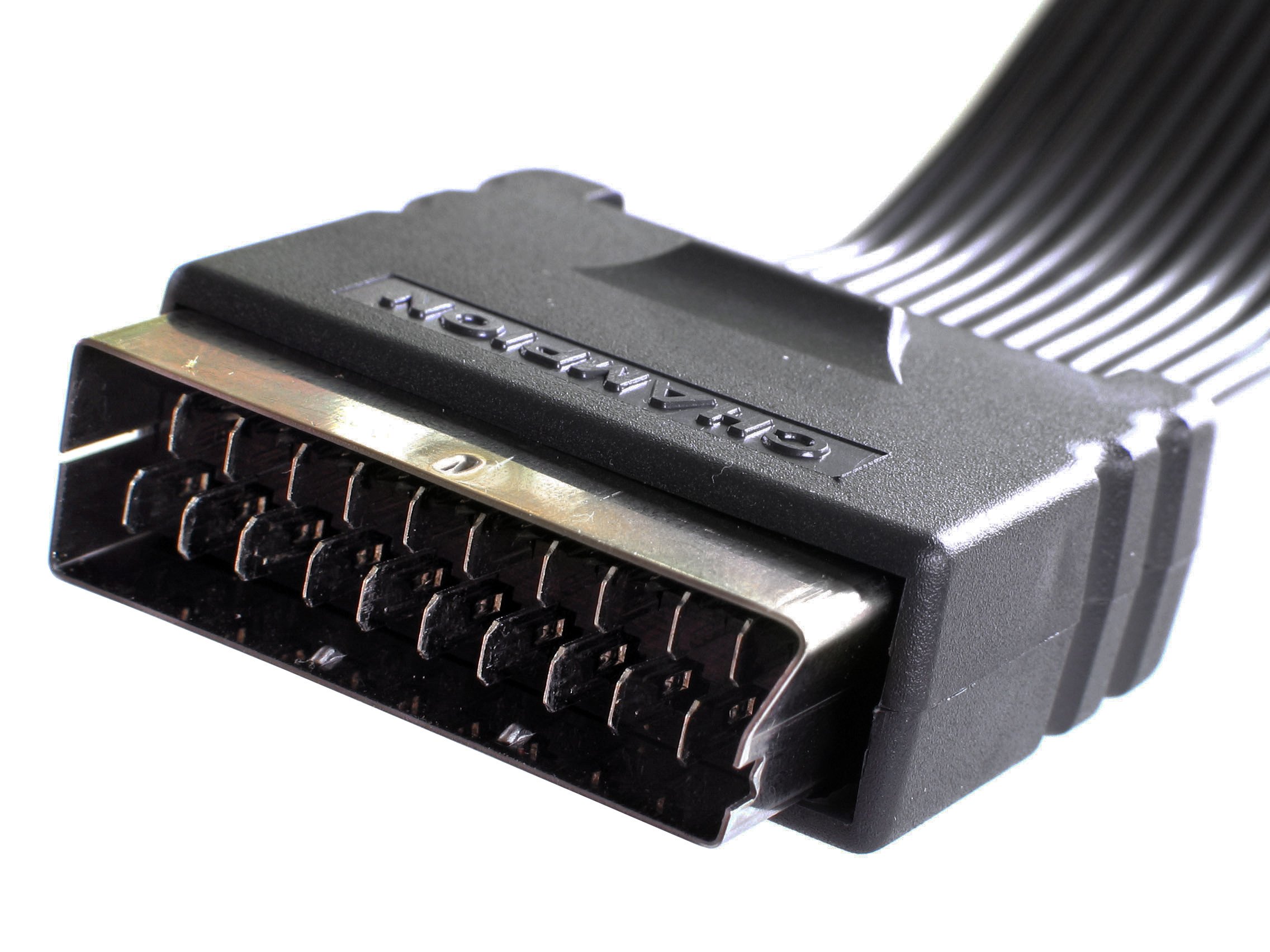
텔레비전용 21핀 SCART 또는 JP21 단자

다양한 RGB(빨강, 녹색, 파랑) 아날로그 컴포넌트 비디오 표준(예: RGBS, RGBHV, RGsB)은 압축을 사용하지 않고 색 깊이나 해상도에 실제 제한을 두지 않지만, 신호를 전송하기 위해 큰 대역폭을 필요로 하며, 각 채널이 일반적으로 동일한 흑백 이미지를 많이 포함하므로 많은 중복 데이터를 포함한다. IBM PS/2와 같은 초기 개인용 컴퓨터는 VGA 포트를 통해 이 신호를 제공했다. 특히 유럽의 많은 텔레비전은 SCART 단자를 통해 RGB를 사용할 수 있다.
빨강, 녹색, 파랑 색상 신호 외에도 RGB는 비디오 디스플레이를 동기화하기 위해 두 개의 추가 신호를 필요로 한다. 여러 가지 방법이 사용된다:
- 컴포지트 동기화: 수평 및 수직 신호가 별도의 와이어에서 혼합되는 방식(RGBS의 S)
- 개별 동기화: 수평 및 수직 신호가 각각 자체 와이어에 있는 방식(RGBHV의 H 및 V; 수평 편향/수직 편향을 의미하는 HD/VD 약어도 사용됨)
- 싱크 온 그린: 컴포지트 동기화 신호가 녹색 신호를 전송하는 데 사용되는 와이어에 오버레이되는 방식(SoG, Sync on G, 또는 RGsB).
- 싱크 온 레드 또는 싱크 온 블루: 컴포지트 동기화 신호가 빨간색 또는 파란색 와이어에 오버레이되는 방식
- 컴포지트 위 동기화(컴포지트 동기화와 혼동하지 말 것): 일반적으로 컴포지트 비디오에 사용되는 신호가 동기화 목적으로만 RGB 신호와 함께 사용되는 방식.
- 루마 위 동기화: S-Video의 Y 신호가 동기화 목적으로만 RGB 신호와 함께 사용되는 방식.

컴포지트 동기화는 유럽의 SCART 연결 방식(핀 17 [접지] 및 19 [컴포지트-출력] 또는 20 [컴포지트-입력] 사용)에서 흔히 사용된다. RGBS는 빨강, 녹색, 파랑 및 동기화의 4개 와이어를 필요로 한다. 별도의 케이블이 사용되는 경우 동기화 케이블은 일반적으로 노란색(컴포지트 비디오 표준과 동일) 또는 흰색이다.
개별 동기화는 아날로그 컴퓨터 모니터에 전 세계적으로 사용되는 VGA에서 가장 흔히 사용된다. 이는 수평 및 수직 동기화 펄스가 별도의 채널로 전송되기 때문에 RGBHV로 알려져 있기도 하다. 이 모드는 5개의 도체를 필요로 한다. 별도의 케이블이 사용되는 경우 동기화 선은 일반적으로 노란색(H) 및 흰색(V), 노란색(H) 및 검은색(V), 또는 회색(H) 및 검은색(V)이다.
싱크 온 그린 (SoG)는 덜 흔하며, 일부 VGA 모니터는 지원하지만 대부분은 지원하지 않는다. 소니그룹은 SoG의 주요 지지자이며, 대부분의 모니터(및 플레이스테이션 비디오 게임 콘솔 라인)에서 이를 사용한다. 컴포지트 비디오 또는 S-비디오를 사용하는 장치와 마찬가지로 SoG 장치는 녹색 선에서 동기화 신호를 제거하기 위한 추가 회로를 필요로 한다. SoG 입력이 주어졌을 때 SoG를 처리할 수 없는 모니터는 이미지가 전혀 표시되지 않거나 극단적인 녹색 색조로 이미지를 표시할 것이다.
싱크 온 레드 및 싱크 온 블루는 싱크 온 그린보다 훨씬 드물며 일반적으로 특정 전문 장비에서만 사용된다.
컴포지트 위 동기화는 컴포지트 동기화와 혼동하지 말아야 하며, SCART를 통해 컴포지트 비디오와 RGB를 모두 출력하는 장치에서 흔히 사용된다. RGB 신호는 색상 정보에 사용되며, 컴포지트 비디오 신호는 동기화 정보를 추출하는 데만 사용된다. 이는 일반적으로 열등한 동기화 방법으로, 종종 이미지에 체크무늬가 나타날 수 있지만, 이미지 품질은 단독 컴포지트 비디오보다 훨씬 선명하다.
루마 위 동기화는 컴포지트 위 동기화와 매우 유사하지만 컴포지트 비디오 신호 대신 S-비디오의 Y 신호를 사용한다. 이는 컴포지트 비디오와 S-비디오 루마가 동일한 핀을 통해 이동하기 때문에 SCART에서 때때로 사용된다. 이는 일반적으로 컴포지트 위 동기화와 같은 체크무늬 문제로 고통받지 않으며, 소니그룹 플레이스테이션 및 일부 개조된 닌텐도 64 모델과 같이 컴포지트 동기화를 지원하지 않는 장치에서는 일반적으로 허용된다.

### 루마 기반 아날로그 컴포넌트 비디오

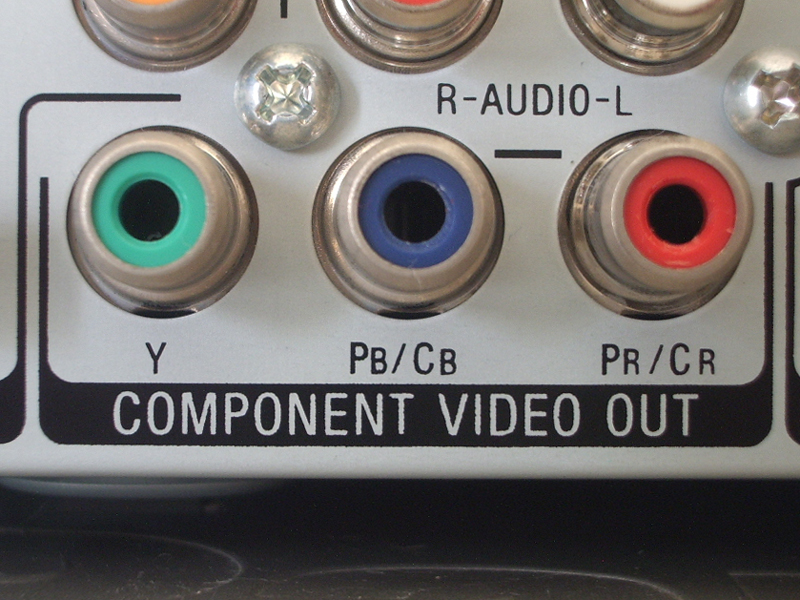
소니 DVD 플레이어와 같은 가전제품의 컴포넌트 비디오 출력

다른 종류의 컴포넌트 아날로그 비디오 신호는 별도의 빨강, 녹색, 파랑 구성 요소를 사용하지 않고, 대신 밝기 정보를 제공하는 무색 구성 요소인 루마 (흑백 비디오에서처럼)를 사용한다. 이는 색상 정보만 제공하는 하나 이상의 색상 전달 구성 요소인 크로마와 결합된다. DVD 플레이어에서 볼 수 있는 S 비디오 컴포넌트 비디오 출력 (두 개의 개별 신호)과 YPBPR 컴포넌트 비디오 출력 (세 개의 개별 신호)은 이 방법의 예이다.
비디오를 루마와 크로마로 변환하면 크로마 서브샘플링이 가능하며, 이는 JPEG 및 MPEG 압축 방식에서 이미지 및 비디오의 저장 요구 사항을 줄이는 데 사용되는 방법이다.
많은 소비자 TV, DVD 플레이어, 모니터, 비디오 프로젝터 및 기타 비디오 장치는 한때 YPBPR 출력을 사용하거나 입력으로 사용했다.
4:3 및 16:9 디스플레이 형식을 모두 지원하는 비디오 소스를 비디오 디스플레이에 연결하는 데 사용될 때, PAL 텔레비전 표준은 디스플레이를 한 형식에서 다른 형식으로 자동으로 전환하는 신호 펄스를 제공한다.

#### 사용된 단자
- D 단자: 주로 일본 전자 제품에 사용된다.
- 3개의 BNC (전문용) 또는 RCA 단자 (소비자용): 일반적으로 녹색 (Y), 파란색 (PB), 빨간색 (PR)으로 색상이 지정된다.
- 유럽에서 사용되는 SCART.
- 비디오 인 비디오 아웃 (VIVO): 9핀 미니 DIN 단자로, 컴퓨터 비디오 카드에 "TV 출력"이라고 불리며, 일반적으로 컴포넌트 RCA, 컴포지트 RCA 및 4핀 S 비디오-미니 DIN 단자용 어댑터를 포함한다.

## 동기화
컴포넌트 비디오는 비디오와 함께 추가적인 동기화 신호를 전송해야 한다. 컴포넌트 비디오 동기화 신호는 여러 가지 방법으로 전송될 수 있다:
개별 동기화
수평 및 수직 동기화를 위해 별도의 와이어를 사용한다. RGB (예: VGA) 연결에 사용될 때, 5개의 개별 신호 (빨강, 녹색, 파랑, 수평 동기화, 수직 동기화)가 전송된다.
컴포지트 동기화
수평 및 수직 동기화를 하나의 와이어에 결합한다. RGB 연결에 사용될 때, 4개의 개별 신호 (빨강, 녹색, 파랑, 컴포지트 동기화)만 전송된다.
싱크 온 그린 (SOG)
RGB에서 컴포지트 동기화를 녹색 신호와 결합한다. 3개의 신호 (빨강, 동기화가 있는 녹색, 파랑)만 전송된다. 이 동기화 시스템은 다른 애플리케이션 중에서도 실리콘 그래픽스 및 썬 마이크로시스템즈의 많은 시스템에서 DB13W3 단자를 통해 사용된다.
루마 위 동기화
싱크 온 그린과 유사하지만, YPbPr 및 S 비디오와 같은 색상 시스템의 루마 신호 (Y)와 동기화를 결합한다. 이것은 일반적으로 홈 시어터 시스템에서 사용되는 동기화 시스템이다.
컴포지트 위 동기화
단자는 RGB 구성 요소와 함께 표준 컴포지트 비디오 신호를 전달하여 RGB 신호를 처리할 수 없는 장치에 사용된다. RGB를 이해하는 장치의 경우, 해당 컴포지트 신호의 동기화 구성 요소가 RGB 선의 색상 정보와 함께 사용된다. 이 배열은 유럽 및 기타 PAL/SECAM 지역에서 흔히 사용되는 SCART 단자에서 볼 수 있다.

## 디지털 컴포넌트 비디오
디지털 컴포넌트 비디오는 디지털 신호에 전용된 신호선/단자 핀을 가진 단일 케이블을 사용하여 디지털 색 공간 값을 전송함으로써 1080p까지의 더 높은 해상도를 허용한다.
RGB 컴포넌트 비디오는 디스플레이포트 또는 디지털 비주얼 인터페이스 (DVI) 디지털 연결과 같은 최신 디지털 형식으로 대부분 대체되었으며, 홈 시어터 시스템은 더 높은 해상도, 더 높은 동적 범위를 지원하고 디지털 권리 관리를 지원하도록 만들 수 있는 HDMI를 점점 더 선호한다. 아날로그의 소멸은 화면이 대형 평면 디지털 패널로 이동하고 오디오와 비디오를 모두 위한 단일 케이블을 원하는 욕구 때문이기도 하지만, 특히 아날로그 신호가 노이즈에 매우 취약한 더 높은 해상도에서 디지털 미디어 소스에서 아날로그로 변환하고 다시 평면 디지털 디스플레이를 위해 변환할 때 약간의 선명도 손실이 있기 때문이기도 하다.

## 국제 표준
국제 컴포넌트 비디오 표준의 예는 다음과 같다.
- RS-170 RGB (525 라인, NTSC 타이밍 기반, 현재 EIA/TIA-343)
- RS-343 RGB (525, 625 또는 875 라인)
- STANAG 3350 아날로그 비디오 표준 (NATO 군용 버전 RS-343 RGB, 현재 EIA-343A)
- CEA-770.3 고화질 TV 아날로그 컴포넌트 비디오 인터페이스 소비자 가전 협회

## 컴포넌트 대 컴포지트
NTSC, PAL 또는 SÉCAM과 같은 컴포지트 신호에서 휘도, 밝기(Y) 신호와 색차, 색상(C) 신호는 하나의 신호로 함께 인코딩된다. 색상 구성 요소가 별도의 신호로 유지될 때 비디오는 컴포넌트 아날로그 비디오(CAV)라고 불리며, 이는 세 가지 별도의 신호(휘도 신호(Y) 및 색차 신호(R-Y 및 B-Y))를 필요로 한다.
컴포넌트 비디오는 인코딩 과정을 거치지 않으므로 색상 품질이 컴포지트 비디오보다 현저히 좋다.
컴포넌트 비디오 단자는 동일한 단자가 여러 다른 표준에 사용된다는 점에서 독특하지 않다. 따라서 컴포넌트 비디오 연결은 만족스러운 비디오 신호 전송으로 이어지지 않는 경우가 많다. 많은 DVD 플레이어와 TV는 사용되는 입력/출력 유형을 나타내도록 설정해야 하며, 잘못 설정하면 이미지가 제대로 표시되지 않을 수 있다. 예를 들어 순차 주사 방식은 컴포넌트 비디오 출력이 선택되었더라도 기본적으로 활성화되지 않는 경우가 많다.

## 같이 보기
- 컴포지트 비디오
- S 비디오